# Motion JPEG
Motion JPEG（M-JPEG或MJPEG，Motion Joint Photographic Experts Group，FourCC:MJPG）是一种影像压缩格式，其中每一帧图像都分别使用JPEG编码。M-JPEG常用在数码相机和摄像头之类的图像采集设备上，非线性剪辑系统也常用这种格式。QuickTime播放器和包括Mozilla Firefox，Google Chrome，Safari在内许多网页浏览器原生支持M-JPEG。

## 编码
M-JPEG只使用帧内压缩（区别于算法更复杂的帧间压缩），只单独的对某一帧进行压缩，而不考虑影像畫面中不同帧之间的变化。因此压缩效率比较低，一般低于1:20，而使用了帧间压缩的现代影像压缩格式（如MPEG1、MPEG2和H.264/MPEG-4 AVC）一般能超过1:50.由于各帧直接是相互独立的，M-JPEG的编解码在对运算能力和内存的要求较低。
由于M-JPEG是纯粹的帧内压缩，每帧画面的质量只与编码率和画面的空域复杂度有关。包含大面积平滑变化或者单色区域的帧压缩效果较好，而包含复杂纹理、细线条（如文字）的区域容易产生由于离散余弦变换产生的噪声。M-JPEG的压缩效果与影像的时域复杂度无关。
对于QuickTime格式，苹果公司定义了两种类型的编码：MJPEG-A和MJPEG-B。MJPEG-B的帧不保存完整的JFIF格式，在把MJPEG-B的帧保存成单独的JPEG文件是需要添加JFIF文件头。

## 应用
M-JPEG被广泛应用在网页浏览器，媒体播放器，数码相机，摄像头，流媒体服务器和非线性剪辑系统中。

### 影像錄製與剪辑
由于M-JPEG中的帧可以随机存取，影像錄製与非线性编辑系统普遍支持这种格式。

### 数码相机
在MPEG-4编码在消费电子设备上普及之前，数码相机普遍采用M-JPEG编码来保存录制的影像，这样就可以利用相机上的JPEG压缩硬件。但由于录制的音频一般是低采样率、未压缩的自适应差分PCM编码，这样的影像檔案大小仍然比大小相似的MPEG文件差。

### DV
DV使用类似的帧内压缩方法。